# Боливија на Зимским олимпијским играма 1956.
Боливија је дебитовала на Зимским олимпијским играма 1956., у Кортини д'Ампецо, Италија. Учествовала је са једним такмичарем, који се такмичио у две дисциплина алпског скијања.
Заставу Боливије на свечаном отварању Зимских олимпијских игара 1956. носио је једини такмичар алпски скијаш Рене Фарвиг.
Бливија на овим играма није освојила ниједну медаљу.

## Алпско скијање

### Мушкарци
| Такмичарка  | Дисциплина | Резултати       | Резултати       | Резултати       | Резултати       | Резултати       | Детаљи |
| Такмичарка  | Дисциплина | 1. вожња        | 2. вожња        | Укупно          | Заостатак       | Пласман         | Детаљи |
| ----------- | ---------- | --------------- | --------------- | --------------- | --------------- | --------------- | ------ |
| Рене Фарвиг | Слалом     | Дисквалификован | Дисквалификован | Дисквалификован | Дисквалификован | Дисквалификован |        |
| Рене Фарвиг | Велеслалом |                 |                 | 4:15,0          | +1:14,9         | =75 / 95        |        |